# Venus (álbum)
Venus (estilizado em letras maiúsculas) é o quarto álbum de estúdio da cantora sueca Zara Larsson. Foi lançado em 9 de fevereiro de 2024, através da Sommer House e Epic Records. Este é o seu terceiro disco a ser lançado internacionalmente. Influenciado pelo dance-pop, Venus inclui temas de amor, desgosto e também explora as relações pessoais de Larsson com sua família e amigos. O álbum foi descrito por Larsson como uma "montanha-russa de emoções".
O álbum foi precedido pelos singles "Can't Tame Her", "End of Time", "On My Love", uma colaboração com David Guetta e "You Love Who You Love". "Can't Tame Her" se tornou um sucesso nas rádios europeias após seu lançamento, enquanto "On My Love" alcançou o top vinte em vários países.
Após seu lançamento, o álbum recebeu críticas geralmente positivas. A maioria dos críticos elogiou as faixas animadas e o desempenho vocal de Larsson, ao mesmo tempo que teve reações mistas em relação às músicas mais lentas. Para promover o álbum, Larsson embarcou na Venus Tour, que começou em 16 de fevereiro de 2024 em 16 de fevereiro de 2024 em Manchester, Reino Unido, e terminou em 7 de novembro de 2024 em Nova York, Estados Unidos. Além disso, ela se juntou ao DJ norueguês Kygo como atração de abertura para os shows americanos de sua turnê mundial de 2024.

## Antecedentes e lançamento
Em 30 de dezembro de 2022, Larsson anunciou que seu próximo álbum estava cerca de 70% concluído na época. Para o projeto, Larsson recrutou os compositores e produtores Casey Smith, Rick Nowels e Danja para ajudá-la a "definir" os sons que ela queria. Nowels, em particular, ajudou a criar uma "base" para seu novo álbum, permitindo-lhe "fazer um pouco disso e um pouco daquilo". Em entrevista à Official Charts Company em abril de 2023, ela disse aos fãs que esperassem "músicas dançantes divertidas e agitadas", bem como "equilíbrio emocional". Larsson referiu-se ao projeto como uma "montanha-russa de emoções". Em maio de 2023, ela descreveu o disco como "super divertido" e resumiu-o como uma "coleção de músicas realmente boas", que vão de baladas a faixas "dançantes".
Larsson anunciou o álbum em 26 de outubro de 2023. Venus vê a cantora “assumir maior propriedade” sobre sua produção. Um comunicado à imprensa descreveu o disco como um "álbum pop digno de uma deusa" que determina a "própria agenda" de Larsson em parte "olhando para trás e para ver de onde ela veio". Inclui os singles "Can't Tame Her", "End of Time", "On My Love" e "You Love Who You Love". O lançamento do álbum foi acompanhado por uma turnê, a Venus Tour, que visitou a América do Norte e a Europa.

## Singles
"Can't Tame Her" foi lançado como primeiro single do álbum em 26 de janeiro de 2023 junto com seu videoclipe. A canção entrou no top cinco e no top dez na Suécia e na Noruega, respectivamente, e alcançou o pico entre os dez primeiros nas paradas de rádio de quatro outros territórios. O segundo single do álbum, "End of Time" foi lançado em 19 de maio de 2023, com estreia de um videoclipe no dia seguinte.
"On My Love" foi lançado como terceiro single em 15 de setembro de 2023. Sua segunda colaboração com David Guetta, a música alcançou o top três na Suécia e também se tornou o primeiro hit de Larsson no top vinte no Reino Unido desde que "Ruin My Life" atingiu o pico de nono lugar em 2019. "You Love Who You Love" foi lançado como o quarto e último single em 19 de janeiro de 2024.

## Capa
A capa para os formatos da edição digital e de streaming online recria a pintura de Sandro Botticelli, O Nascimento de Vênus, e retrata Larsson parcialmente nua, com longos cabelos dourados e uma tatuagem de "H" em homenagem à sua irmã Hannah, segurando uma concha rosa cromada. Um título e uma capa anterior, fotografados em fevereiro de 2023, estavam planejados para o álbum, mas Larsson não ficou nada satisfeita com os resultados. Assim, ela mandou fazer a arte principal sem notificar sua gravadora e pagou pela arte. Ela antecipou várias edições para certas áreas, como o Oriente Médio, substituindo uma obra de arte diferente devido à possível censura.

## Recepção critica
| Críticas profissionais | Críticas profissionais |
| Pontuações agregadas   | Pontuações agregadas   |
| Fonte                  | Avaliação              |
| ---------------------- | ---------------------- |
| Metacritic             | 72/100                 |
| AOTY                   | 66/100                 |
| Avaliações da crítica  |                        |
| Fonte                  | Avaliação              |
| AllMusic               | [ 24 ]                 |
| Beats Per Minute       | [ 25 ]                 |
| Clash                  | 7/10                   |
| DIY                    | [ 26 ]                 |
| The Guardian           | [ 27 ]                 |
| The Line of Best Fit   | 6/10                   |
| The Skinny             | [ 29 ]                 |

Venus recebeu críticas geralmente positivas dos críticos musicais após seu lançamento. No Metacritic, que atribui uma classificação normalizada de 100 para resenhas de publicações profissionais, o álbum recebeu uma pontuação média de 72, com base em sete resenhas.
Em uma crítica para o AllMusic, Neil Yeung comentou que o álbum era "ousado" e "divertido", mas ainda assim "muito pessoal", descrevendo que Larsson "expande seu escopo" para incluir "um dance-pop mais cintilante" e "um brilho de neon-synth". Ele elogiou Venus por evoluir o som de Larsson. Escrevendo para a Clash, Luke Winstanley afirmou que Venus era "muito divertido" e "repleto de sucessos do europop para satisfazer os fãs fiéis", embora tenha criticado Larsson por se render à "viabilidade comercial" durante os "infelizmente frequentes momentos de baixa" do álbum. Ele também observou que o álbum apresenta uma mistura de hinos dance-pop eufóricos, baladas suaves e um pop escandinavo elegante, gerando comparações com o estilo retrô de The Weeknd.
Em uma crítica para DIY, Otis Robinson disse que Venus era "cristalizado" e "super divertido", chamando-o de "uma exuberante demonstração de habilidade". No entanto, ele criticou o álbum por apresentar uma "mistura um pouco lotada de gêneros — do dance ao R&B e às balada". Ele observou que, embora o álbum às vezes se incline para o "pop de esteira", é "opulentamente executado" e destacou a força de Larsson em abraçar suas raízes escandinavas com "uma doçura exagerada, açucarada e exagerada" e um toque de "princesa do pop". Michael Cragg, do The Guardian, apreciou as faixas animadas do álbum, mas criticou suas músicas mais sérias e lentas, comentando que Larsson era melhor em guardar essas emoções para "grandes canções que ocupam a pista de dança". Em uma crítica negativa para o The Skinny, Lucy Fitzgerald criticou Venus por se sentir "desatualizada, traficando fac-símiles do pop superproduzido de meados ou final da década de 2010", e observou que os talentos de Larsson foram subestimados por mudanças pouco inspiradas e incoesas entre EDM, europop e baladas.

## Alinhamento de faixas
| Venus – Edição padrão |                                 | |                                                                                                |         |  |
| N.º                   | Título                          | Compositor(es) | Produtor(es)                                                                                   | Duração |  |
| 1.                    | "Can't Tame Her"                | Zara Larsson Uzoechi Emenike Karl Ivert Kian Sang                                                                     | MTHR Danja [c]                                                                                 | 3:17    |  |
| 2.                    | "More Than This Was"            | Larsson Jacob Kasher Amanda Ibanez Svante Halldin Jakob Hazell                                                        | Jack & Coke Danja                                                                              | 3:13    |  |
| 3.                    | "On My Love" (com David Guetta) | Larsson Jerome Castillo Dewain Whitmore Jr. Pierre Guetta Giorgio Tuinfort Patrick Smith Andre Davidson Sean Davidson | David Guetta Tuinfort Cesqeaux [c]                                                             | 3:42    |  |
| 4.                    | "Ammunition"                    | Larsson Brittany Hazzard Casey Smith Rick Nowels                                                                      | Danja Manny Marroquin Austin Corona Nowels [p] Anastasia Boissier [a] John Christopher Fee [v] | 3:42    |  |
| 5.                    | "None of These Guys"            | Larsson Elin Bergman Sang Ivert Carl Tarland                                                                          | MTHR Danja [c]                                                                                 | 2:42    |  |
| 6.                    | "You Love Who You Love"         | Larsson Ivert Sang Emenike                                                                                            | MTHR                                                                                           | 3:05    |  |
| 7.                    | "End of Time"                   | Smith Nowels | Nowels Danja Corona Boissier [a]                                                               | 3:29    |  |
| 8.                    | "Nothing"                       | Larsson Marcus Sepehrmanesh Erik Hassle Guffe Jonsson                                                                 | Dave Hamelin Rob Kinelski Johan Lenox [c]                                                      | 2:47    |  |
| 9.                    | "Escape"                        | Larsson Smith Nowels                                                                                                  | Nowels [p] Danja Corona Boissier [a] Fee [v] Smith [v]                                         | 3:14    |  |
| 10.                   | "Soundtrack"                    | Larsson Smith Nowels                                                                                                  | Nowels [p] Danja Corona Boissier [a] Fee [v] Smith [v]                                         | 3:23    |  |
| 11.                   | "Venus"                         | Hannah Berney Nowels                                                                                                  | Nowels [p] Corona Fee [p] Marroquin Boissier [a]                                               | 3:27    |  |
| 12.                   | "The Healing"                   | Berney Nowels | Nowels [p] Boissier [a] Fee [v]                                                                | 3:10    |  |
| Duração total:        | Duração total:                  | Duração total: | Duração total:                                                                                 | 39:10   |  |

Notas
- ↑[p]  significa um produtor primário e vocal.
- ↑[c]  significa um co-produtor adicional.
- ↑[a]  significa um produtor adicional.
- ↑[v]  significa um produtor vocal.

## Equipe e colaboradores
Músicos
| - Zara Larsson — vocais principais (todas as faixas), vocais de fundo (faixas 1, 2, 4–11), arranjo vocal (faixa 7) - MTHR — bateria, teclado, sintetizador (faixas faixas 1, 5, 6); programação (faixas 1, 5), arranjo, violão (faixa 1); baixo (faixas 5, 6) - Danja — bateria (faixas faixas 1, 2, 4–7), sintetizador (faixas 1, 5, 6), programação (faixas 1, 9), baixo (faixas 2, 4, 7, 9), teclados (faixa 2), percussão (faixa 2) - Amanda Ibanez — vocais de fundo (faixa 2) - Jakob Hazell — baixo, bateria, teclado, percussão (faixa 2) - Svante Halldin — baixo, bateria, teclado, percussão (faixa 2) - Pierre-Luc Rioux — guitarra (faixa 3) - Timofey Reznikov — programação (faixa 3) - Rick Nowels — violão, piano (faixas 4, 9); teclados (faixas 7, 10, 11), cordas (faixa 7), baixo (faixas 9, 10, 12), mellotron (faixa 11) - Starrah — vocais de fundo (faixa 4) - John Christopher Fee — percussão (faixas faixas 4, 9, 10, 12), bateria eletrônica (faixa 4), bateria (faixas 7, 9, 11), sintetizador (faixa 10); teclados, programação (faixa11) - Austin Corona — teclados (faixas 4, 7, 9, 11), bateria (faixas 7, 9, 11), baixo (faixas 7, 11), guitarra (faixas 7, 9), programação (faixa 10) | - Patrick Warren — teclados, sintetizador (faixas 4, 10); cordas (faixas 7, 10, 11), mellotron (faixa 10) - Zac Rae — teremim (faixas 4, 11), teclados (faixas 7, 9, 11), sintetizador (faixas 9, 11), cordas (faixas 9, 12), piano (faixas 10, 12) - Casey Smith — vocais de fundo (faixas 7, 9), arranjo vocal (faixa 7) - David Levita — guitarra (faixas 7, 9, 11) - Johan Lenox — piano, cordas (faixa 8) - Dave Hamelin — programação, sintetizador (faixa 8) - Isaiah Gage — violoncelo (faixa 8) - Marta Honer — viola (faixa 8) - Bianca McClure — violino (faixa 8) - Nick Kennerly — violino (faixa 8) - Yasmeen Al-Mazeedi — violino (faixa 8) - Evan Sutton — teclados (faixa 9) - Violet Skies — vocais de fundo (faixa 11) - Dean Reid — baixo (faixa 11) - Wyatt Bernard — teclados (faixa 11) |

Técnico
| - Dave Kutch — masterização (faixas 1, 2, 4–11) - Pierre-Luc Rioux — masterização (faixa 3) - Rob Kinelski — mixagem (faixas 1, 7, 8) - Kevin "KD" Davis — mixagem (faixas 2, 5, 6) - Peppe Folliero — mixagem (faixa 3) - Timofey Reznikov — mixagem (faixa 3) - Manny Marroquin — mixagem (faixas 4, 11) - Dean Reid — mixagem (faixas 9, 10, 12) | - John Christopher Fee — engenharia (faixas 4, 7, 9–12) - Evan Sutton — engenharia (faixas 4, 9–11) - Chris Rockwell — engenharia (faixa 4) - MTHR — engenharia (faixa 5) - Kieron Menzies — engenharia (faixa 7) - Marcella Araica — engenharia (faixa 7) - Different Sleep — engenharia vocal (faixa 3) - Eli Heisler — assistência de engenharia (faixa 7) |

## Desempenho nas tabelas musicais
| País — Tabela musical (2024)        | Melhor posição |
| ----------------------------------- | -------------- |
| Alemanha (Offizielle Top 100)       | 71             |
| Áustria (Ö3 Austria Top 40)         | 63             |
| Bélgica (Ultratop (Flandres)        | 42             |
| Bélgica (Ultratop (Valónia)         | 136            |
| Escócia (OCC)                       | 8              |
| Espanha (PROMUSICAE)                | 76             |
| Finlândia (Suomen virallinen lista) | 17             |
| França (SNEP)                       | 85             |
| Noruega (VG-lista)                  | 4              |
| Países Baixos (MegaCharts)          | 73             |
| Polônia (ZPAV)                      | 98             |
| Reino Unido (UK Albums Chart)       | 15             |
| Suécia (Sverigetopplistan)          | 3              |
| Suíça (Schweizer Hitparade)         | 31             |

| País — Tabela musical (2024) | Posição |
| ---------------------------- | ------- |
| Suécia (Sverigetopplistan)   | 23      |

| Região                                                         | Certificação | Vendas  |
| -------------------------------------------------------------- | ------------ | ------- |
| Suécia (GLF)                                                   | Ouro         | 15 000‡ |
| ‡ vendas+valores de streaming baseados somente na certificação |              |         |

## Histórico de lançamento
| Região | Data                   | Formato                             | Versão | Gravadora         | Ref.                 |
| ------ | ---------------------- | ----------------------------------- | ------ | ----------------- | -------------------- |
| Várias | 9 de fevereiro de 2024 | CD download digital streaming vinil | Padrão | Sommer House Epic | [ 48 ] [ 30 ] [ 49 ] |